# 怨鈴
《怨鈴》（日语：シライサン）是由松竹制作的一部恐怖電影，将于2020年1月10日于日本上映。电影由小说家出身的安达宽高（乙一）担任导演和编剧，并由飯豐萬理江主演。本片讲述了一名女大学生在目睹挚友死去后，与失去弟弟的男主角一起寻找接连出现的眼球破裂死者事件的真相。

## 剧情简介
接连出现了眼球破裂的尸体。这些死去的人都有一个奇怪的共性，就是在断气之前似乎有些害怕，似乎被什么东西附身了。亲眼目睹挚友死去的女大学生瑞纪和同样失去弟弟的大学生铃木春男一起，为了找出事件真相展开了调查。在进行调查过程中，瑞纪和春男发现了关键人物咏子，但她却在两人面前突然眼球爆裂，心脏猝死。他们听到她临死前说出了“白井小姐……（シライサン）”。后来，记者间宫幸太也加入他们的调查，并逐渐接近了诅咒的核心，却不知道这是陷入诅咒的前兆。

## 演员表
- 瑞纪：饭丰万理江
- 铃木春男：稻葉友
- 間宫幸太：忍成修吾
- 間宫冬美：谷村美月
- 加藤香奈：江野澤愛美
- 渡边秀明：染谷将太
- 铃木和人：渡边佑太朗[2][3][4]

## 职员表
- 导演/编剧：安达宽高（乙一）
- 主题曲：Cö Shu Nie：《inertia》
- 制作：大角正
- 执行制片人：高桥敏弘，森口和则
- 总制片人：小松贵子
- 策划：武内健
- 制片人：藤井宏美，石井稔久
- 线路制作人：鹤冈智之
- 音乐：中川孝
- 导演助理：小原直樹
- 摄影指导：金子雅和
- 美术：丸尾知行
- 特殊化妆监督：江川悦子
- 视觉特效：泉谷修
- 照明：吉川慎太郎
- 录音：西条博介
- 特殊化妆：佐佐木诚人
- 服装：乙坂知子
- 发型：武井飞鸟
- 选角：桥口一成
- 剪辑：小林由加子
- 制作经理：山内君洋
- 拍摄：
- 发售：松竹媒体事业部
- 制作：松竹[5]